# Маршалвил (Охајо)
Маршалвил (енгл. Marshallville) град је у америчкој савезној држави Охајо.

## Демографија
По попису из 2010. године број становника је 756, што је 70 (-8,5%) становника мање него 2000. године.
| Група             | 2000.       | 2010.       |
| Белци             | 798 (96,6%) | 740 (97,9%) |
| Афроамериканци    | 1 (0,1%)    | 2 (0,3%)    |
| Азијати           | 0 (0,0%)    | 0 (0,0%)    |
| Хиспаноамериканци | 11 (1,3%)   | 4 (0,5%)    |
| Укупно            | 826         | 756         |